# ضعف اخلاقی خانوادگی
ضعف اخلاقی خانوادگی (ایتالیایی: Il vizio di famiglia) یک فیلم کمدی سکسی سبک ایتالیایی به کارگردانی ماریانو لائورنتی است که در سال ۱۹۷۵ منتشر شد.

## بازیگران
- رنتسو مونتانیانی
- ادویژ فنش
- ژولیت مانیل
- جیجی بالیستا
- نیه‌بس ناوارو
- انتسو آندرونیکو
- گاستونه پسکوچی
- ارکیده‌آ د سانتیس
- آنا ملیتا